# خواكيم فيرنر (مجدف)
خواكيم فيرنر (بالألمانية: Joachim Werner)‏ هو مجدف ألماني، ولد في 19 يوليو 1939 في برلين في ألمانيا، وتوفي بنفس المكان في 10 يوليو 2010.

## وصلات خارجية
- خواكيم فيرنر على موقع الاتحاد الدولي للتجديف (الإنجليزية)
- خواكيم فيرنر على موقع اللجنة الأولمبية الدولية (الإنجليزية)
- خواكيم فيرنر على موقع أوليمبيديا (الإنجليزية)